# Campeonato Mundial de Natação em Piscina Curta de 2012 - 200 m livre feminino
A prova dos 200 metros nado livre feminino do Campeonato Mundial de Natação em Piscina Curta de 2012 foi disputado em 16 de dezembro em Istambul  na Turquia.

## Recordes
Antes desta competição, os recordes mundiais e do campeonato nesta prova eram os seguintes:
|    | Nome                | Nacionalidade | Tempo   | Local    | Data                   |
| -- | ------------------- | ------------- | ------- | -------- | ---------------------- |
| WR | Federica Pellegrini | Itália        | 1:51.17 | Istambul | 13 de dezembro de 2009 |
| CR | Camille Muffat      | França        | 1:52.29 | Dubai    | 19 de dezembro de 2010 |

## Medalhistas
| Ouro                  | Prata                | Bronze              |
| Allison Schmitt (USA) | Katinka Hosszú (HUN) | Melanie Costa (ESP) |

## Resultados

### Eliminatórias
As eliminatórias ocorreram dia 16 de dezembro.
| Colocação | Bateria | Raia | Nome                               | Tempo   | Notas |
| --------- | ------- | ---- | ---------------------------------- | ------- | ----- |
| 1         | 6       | 5    | Zsuzsanna Jakabos (HUN)            | 1:55.24 | Q     |
| 2         | 6       | 4    | Veronika Popova (RUS)              | 1:55.28 | Q     |
| 3         | 6       | 7    | Haruka Ueda (JPN)                  | 1:55.32 | Q     |
| 4         | 7       | 7    | Lauren Boyle (NZL)                 | 1:55.40 | Q, NR |
| 5         | 7       | 5    | Melanie Costa (ESP)                | 1:55.42 | Q     |
| 6         | 8       | 4    | Katinka Hosszú (HUN)               | 1:55.52 | Q     |
| 7         | 7       | 4    | Allison Schmitt (USA)              | 1:55.77 | Q     |
| 8         | 8       | 5    | Angie Bainbridge (AUS)             | 1:56.09 | Q     |
| 9         | 7       | 2    | Lotte Friis (DEN)                  | 1:56.17 |       |
| 10        | 7       | 3    | Mie Nielsen (DEN)                  | 1:56.36 |       |
| 11        | 8       | 3    | Rebecca Turner (GBR)               | 1:56.46 |       |
| 12        | 8       | 2    | Guo Junjun (CHN)                   | 1:56.51 |       |
| 13        | 1       | 8    | Pang Jiaying (CHN)                 | 1:57.25 |       |
| 14        | 6       | 6    | Daryna Zevina (UKR)                | 1:57.33 | NR    |
| 15        | 8       | 8    | Melissa Ingram (NZL)               | 1:57.38 |       |
| 16        | 6       | 3    | Nina Rangelova (BUL)               | 1:57.49 |       |
| 17        | 6       | 1    | Megan Romano (USA)                 | 1:57.87 |       |
| 18        | 5       | 3    | Alice Mizzau (ITA)                 | 1:57.89 |       |
| 19        | 7       | 6    | Michelle Coleman (SWE)             | 1:58.03 |       |
| 20        | 8       | 7    | Sze Hang Yu (HKG)                  | 1:58.06 |       |
| 21        | 7       | 0    | Sharon van Rouwendaal (NED)        | 1:58.38 |       |
| 22        | 5       | 6    | Ellie Faulkner (GBR)               | 1:58.69 |       |
| 23        | 8       | 1    | Heather MacLean (CAN)              | 1:58.80 |       |
| 24        | 6       | 8    | Diletta Carli (ITA)                | 1:58.81 |       |
| 25        | 8       | 6    | Daria Belyakina (RUS)              | 1:58.99 |       |
| 26        | 7       | 8    | Ellen Fullerton (AUS)              | 1:59.27 |       |
| 27        | 5       | 1    | Miki Uchida (JPN)                  | 1:59.38 |       |
| 28        | 5       | 8    | Jördis Steinegger (AUT)            | 1:59.39 |       |
| 29        | 6       | 9    | Mojca Sagmeister (SLO)             | 1:59.44 |       |
| 30        | 5       | 0    | Yang Chin-Kuei (TPE)               | 1:59.46 |       |
| 31        | 6       | 0    | Erika Villaécija García (ESP)      | 1:59.66 |       |
| 32        | 5       | 2    | Barbora Závadová (CZE)             | 1:59.67 |       |
| 33        | 5       | 4    | Julia Hassler (LIE)                | 1:59.70 |       |
| 34        | 7       | 1    | Urša Bežan (SLO)                   | 1:59.81 |       |
| 35        | 4       | 2    | Jessica Camposano (COL)            | 1:59.86 |       |
| 36        | 4       | 4    | Kyna Pereira (RSA)                 | 2:00.26 |       |
| 37        | 4       | 5    | Rene Warnes (RSA)                  | 2:01.09 |       |
| 38        | 7       | 9    | Larissa Oliveira (BRA)             | 2:01.22 |       |
| 39        | 3       | 3    | Samantha Arevalo (ECU)             | 2:01.49 | NR    |
| 40        | 1       | 7    | Elmira Aigaliyeva (KAZ)            | 2:01.88 |       |
| 41        | 5       | 9    | Fernanda González (MEX)            | 2:02.05 |       |
| 42        | 8       | 0    | Danielle Villars (SUI)             | 2:02.12 |       |
| 43        | 4       | 3    | Gizem Bozkurt (TUR)                | 2:02.18 |       |
| 44        | 8       | 9    | Ranohon Amanova (UZB)              | 2:02.35 |       |
| 45        | 4       | 6    | Julie Meynen (LUX)                 | 2:02.44 |       |
| 46        | 5       | 7    | Amanda Lim (SIN)                   | 2:03.32 |       |
| 47        | 4       | 7    | Andrea Cedrón (PER)                | 2:04.79 |       |
| 48        | 3       | 5    | Maria Gabriela Santis Mejia (GUA)  | 2:04.99 |       |
| 49        | 2       | 5    | Moira Fraser (ZIM)                 | 2:05.10 |       |
| 49        | 3       | 7    | Karen Torrez (BOL)                 | 2:05.10 | NR    |
| 51        | 3       | 4    | Allyson Roxanne Ponson (ARU)       | 2:06.07 |       |
| 52        | 3       | 2    | Anastasia Bogdanovski (MKD)        | 2:06.18 |       |
| 53        | 1       | 1    | Lani Cabrera (BAR)                 | 2:06.34 | NR    |
| 54        | 4       | 0    | Maria Lopez Nery Huerta (PAR)      | 2:06.75 |       |
| 55        | 3       | 8    | Angie Galdamez (HON)               | 2:08.18 |       |
| 56        | 4       | 9    | Machiko Suharmee Raheem (SRI)      | 2:08.73 |       |
| 57        | 3       | 6    | Nicola Muscat (MLT)                | 2:10.58 | NR    |
| 58        | 4       | 1    | Jessica Cattaneo (PER)             | 2:10.75 |       |
| 59        | 3       | 9    | Sariyah Sherry (BAR)               | 2:11.08 |       |
| 60        | 3       | 1    | Olivia Planteau de Maroussem (MRI) | 2:11.11 |       |
| 61        | 2       | 4    | Nathalie Sanchez Hernandez (ESA)   | 2:11.44 |       |
| 62        | 4       | 8    | Vong Erica Man Wai (MAC)           | 2:11.46 |       |
| 63        | 2       | 3    | Tieri Erasito (FIJ)                | 2:12.44 |       |
| 64        | 2       | 6    | Monica Saili (SAM)                 | 2:12.65 |       |
| 65        | 2       | 7    | Judith Ilan Meauri (PNG)           | 2:15.50 |       |
| 66        | 2       | 1    | Field Anita Zahra (KEN)            | 2:16.03 | NR    |
| 67        | 2       | 2    | Fabiola Espinoza Herrera (NCA)     | 2:16.62 |       |
| 68        | 3       | 0    | Mardini Yusra (SYR)                | 2:19.10 |       |
| 69        | 2       | 8    | Aurelie Fanchette (SEY)            | 2:19.13 |       |
| 70        | 2       | 0    | Victoria Chentsova (MNP)           | 2:20.00 |       |
| 71        | 1       | 6    | Felicity Passon (SEY)              | 2:21.96 |       |
| 72        | 1       | 5    | Danielle Atoigue (GUM)             | 2:23.99 |       |
| 73        | 2       | 9    | Athena Gaskin (GUY)                | 2:27.00 |       |
| 74        | 1       | 2    | Charissa Sofia Panuve (TGA)        | 2:27.51 |       |
| 75        | 1       | 4    | Amanda Poppe (GUM)                 | 2:28.58 |       |
| 76        | 1       | 3    | Mahnoor Maqsood (PAK)              | 2:36.23 |       |
| 77        | 5       | 5    | Burcu Dolunay (TUR)                | DNS     |       |
| 77        | 6       | 2    | Louise Hansson (SWE)               | DNS     |       |

### Final
A final teve sua disputa realizada em 16 de dezembro. .
| Colocação         | Raia | Nome              | Nacionalidade  | Tempo   | Notas |
| ----------------- | ---- | ----------------- | -------------- | ------- | ----- |
| Medalha de ouro   | 1    | Allison Schmitt   | Estados Unidos | 1:53.59 |       |
| Medalha de prata  | 7    | Katinka Hosszú    | Hungria        | 1:54.31 |       |
| Medalha de bronze | 2    | Melanie Costa     | Espanha        | 1:54.45 |       |
| 4                 | 8    | Angie Bainbridge  | Austrália      | 1:54.66 |       |
| 5                 | 5    | Veronika Popova   | Rússia         | 1:54.68 |       |
| 6                 | 3    | Haruka Ueda       | Japão          | 1:55.05 |       |
| 7                 | 4    | Zsuzsanna Jakabos | Hungria        | 1:55.13 |       |
| 8                 | 6    | Lauren Boyle      | Nova Zelândia  | 1:57.27 |       |

Legenda
| Recorde mundial       | Recorde mundial (World record)               |                       | Recorde africano                      | Recorde africano (African) |                                           | Q | Classificado por posição (Qualified) |
| Recorde do campeonato | Recorde do campeonato (Championship record)  | Recorde da América    | Recorde da América (Americas)         | q                          | Classificado por melhor tempo (Qualified) |   |                                      |
| Melhor marca do ano   | Melhor marca do ano (World leading)          | Recorde asiático      | Recorde asiático (Asian)              | DNS                        | Não largou (Did not start)                |   |                                      |
| Recorde nacional      | Recorde nacional (National record)           | Recorde europeu       | Recorde europeu (European)            | DNF                        | Não terminou (Did not finish)             |   |                                      |
| Recorde pessoal       | Recorde pessoal do atleta (Personal best)    | Recorde da Oceania    | Recorde da Oceania (Oceania)          | DSQ / DQ                   | Desclassificado (Disqualified)            |   |                                      |
| Recorde da temporada  | Recorde da temporada do atleta (Season best) | Recorde sul-americano | Recorde sul-americano (South America) | NM                         | Sem marca (No mark)                       |   |                                      |